# یواس‌اس استپینگ استونز (۱۸۶۱)
یواس‌اس استپینگ استونز (۱۸۶۱) (به انگلیسی: USS Stepping Stones (1861)) یک کشتی بود که طول آن ۱۰۰ فوت ۰ اینچ (۳۰٫۴۸ متر) بود. این کشتی در سال ۱۸۶۱ ساخته شد.